# Богословский, Константин Александрович
Константин Александрович Богословский (17 февраля 1871, село Борисово, Грязовецкий уезд, Вологодская губерния — 2 октября 1937, Вологда) — митрофорный протоиерей Русской Православной Церкви. Прославлен в лике святых в 2000 году, память совершается 19 сентября по новому стилю.

## Биография
Родился в семье священника. Окончил Вологодское духовное училище (1885), Вологодскую духовную семинарию (1891) и Казанскую духовную академию со степенью кандидата богословия (1895).
Преподаватель Закона Божия и русского языка в Вологодском епархиальном женском училище (1895—1896, 1903—1907). Преподаватель русского и церковнославянского языков, чистописания, арифметики в Усть-Сысольском духовном училище (1896). Преподаватель истории и обличения русского раскола и местных сект в Вологодской духовной семинарии (1899). Член Вологодского комитета Православного миссионерского общества, делопроизводитель совета Вологодского православного братства во имя Всемилостивого Спаса (1900), коллежский советник (1904).
Иерей, смотритель Устюгского духовного училища (1907), член (1907) и председатель (1912) совета Великоустюгского православного Стефано-Прокопиевского братства, председатель Комитета по заведованию древнехранилищем (1909) и совета Устюгского епархиального женского училища (1910—1912), цензор проповедей по городу Великий Устюг (1914), товарищ председателя Великоустюгского епархиального комитета по оказанию помощи беженцам (1915).
Награждён набедренником (1907), скуфьей (1909), камилавкой (1911), наперсным крестом (1914), орденами св. Станиславасв. Станислава III степени (1902) и св. Анны III степени (1907).
Жена Анамаиса Ивановна, дети: Любовь, Николай, Александр.
В 1917 году делегат Всероссийского съезда духовенства и мирян, почетный председатель съезда духовенства и мирян Великоустюгского викариатства; член Поместного Собора по избранию как клирик от Вологодской епархии, участвовал в 1-й и 3-й сессиях, член III, XIII отделов.
С 1918 года протоиерей, товарищ председателя Чрезвычайного епархиального собрания духовенства и мирян, председатель Комиссии по выделению Великоустюгского викариатства в самостоятельную епархию и Великоустюгского епархиального совета, настоятель Успенского собора.
С 1920 года архивариус в Северо-Двинском губернском архиве.
В 1921 году за проведение сбора «Церковная лепта» приговорён к 5 годам тюрьмы, освобождён по амнистии.
В 1923 году за «систематическую антисоветскую агитацию» (то есть противодействие обновленчеству) приговорён к 2 годам заключения в Соловецкий лагерь особого назначения.
С 1925 года настоятель Благовещенского, а с 1930 года кладбищенского Богородице-Рождественского храмов в Вологде, председатель Вологодского епархиального совета. Награждён митрой, собирал сведения о закрытых храмах и репрессированных священниках, инициировал жалобу во ВЦИК РСФСР о незаконном закрытии Богородского кладбища.
В 1937 году арестован как «руководитель контрреволюционной церковно-монархической группы», виновным себя не признал и был расстрелян.
Прославлен как священномученик в лике святых новомучеников и исповедников Церкви Русской на Юбилейном Архиерейском соборе Русской православной церквив августе 2000 года для общецерковного почитания.

## Сочинения
- Дневник // Архив Н. А. Манаковой.
- Государственное положение Римско-Католической Церкви от Екатерины Великой до настоящего времени. Х., 1898.
- Слово на съезде кончивших курс Вологодской ДС // Вологодские епархиальные ведомости. № 7. С. 114—116.